# Sara Bachmann
Pour les articles homonymes, voir Bachmann.
Sara Bachmann, née en 1979, est une journaliste et animatrice de télévision suisse. 

## Biographie
Sara Bachmann suit un apprentissage commercial de trois ans au siège de la Banque cantonale de Lucerne puis travaille pendant une année et demie comme employée bancaire.
Elle devient ensuite journaliste et présentatrice pour l’émission d‘information Aktuell sur Tele Tell et Tele M1 (avec Maureen Bailo, Christine Zehnder, Ellen Brandsma, Viviane Koller et auparavant Silvi Herzog). 
Elle est également l'animatrice de l'émission Sara macht's, dans laquelle elle doit effectuer différentes tâches spéciales (tel que par exemple rendre visite au « roi de Mallorca » Jürgen Drews et chanter avec lui, faire du body-painting ou faire du parachutisme) tout en discutant avec un invité qui est en relation avec ce thème.

## Engagement
Comme personnage populaire n'ayant pas fréquentée l'université, elle devient représentante pour le projet argovien « Vitamin L - Ausbildungspower » (avec Rocco Cipriano et Christine Zehnder entre autres) qui met en valeur l’apprentissage.

## Liens
- Tele Tell
- Sara macht‘s